# ميكلوش هورتي
ميكلوش هورتي (بالمجرية: Horthy Miklós) ‏(18 يونيو 1868 - 9 فبراير 1957) وصي عرش المملكة المجرية من مارس 1920 حتى أكتوبر 1944. كان ميكلوش ضابطا في البحرية النمساوية المجرية، شارك في الحرب العالمية الأولى وكان برتبة مقدم ثم أصبح مع نهاية الحرب برتبة فريق حيث تولى رئاسة أركان القوات البحرية المجرية النمساوية عام 1918.
حصل على نياشين عديدة من مختلف الدول، منها نيشان محمد علي في عهد السلطنة المصرية.

## فترة مابين الحربين 1919-1939

### وصي العرش
في 1 مارس من عام 1920، أعادت الجمعية الوطنية المجرية تأسيس مملكة المجر. كان من الواضح أن الحلفاء في الحرب العالمية الأولى لن يقبلوا أي عودة للملك تشارلز الرابع (الإمبراطور النمساوي-المجري السابق) من المنفى. عوضًا عن ذلك، ومع سيطرة ضباط الجيش الوطني على مبنى البرلمان، صوّت المجلس على تعيين هورتي كوصيٍّ على العرش. إذ أنه هزم الكونت ألبرت أبوني ب 131 صوت مقابل 7.
بعد ذلك، قاد الأسقف أوتوكار تروهاسكا وفداً صغيراً للقاء هورتي، معلنين ما يلي «انتخبك البرلمان المجري وصيًّا للعرش! فهل تتفضل بقبول منصب وصي عرش المجر؟» فاجأهم هورتي ورفض ذلك ما لم يتم توسيع صلاحيات المنصب. ماطل هورتي حتى استسلم السياسيون لمطالبه ومنحوه «الصلاحيات العامة للملك، باستثناء الحق في تسمية ألقاب النبالة وألقاب رعاية الكنيسة». وشملت الصلاحيات التي مُنحت له سلطة تعيين رؤساء الوزراء وعزلهم وعقد البرلمان وحله وقيادة القوات المسلحة. مع هذه الضمانات من القوى الكاسحة، أدى هورتي اليمين الدستوري. (حاول تشارلز الأول استعادة عرشه مرتين)
كانت الدولة المجرية مملكة من الناحية القانونية، ولكن لم يكن لها ملك، لأن قوى الحلفاء لم تكن لتسمح بأي إعادة لسلالة هابسبورغ. احتفظت البلاد بنظامها البرلماني عقب حل الإمبراطورية النمساوية المجرية، مع تعيين رئيس الوزراء كرئيس للحكومة. احتفظ هورتي بكونه رئيسًا للدولة بنفوذ كبير من خلال سلطاته الدستورية وولاء وزرائه للتاج. على الرغم من أن مشاركته في صياغة التشريعات كانت ضئيلة، مع ذلك كان لديه القدرة على ضمان توافق القوانين التي أقرها البرلمان المجري مع أولوياته السياسية.

### السعي لتعديل معاهدة تريانون
أُنفق العقد الأول من حكم هورتي بشكل أساسي في سبيل تحقيق استقرار الاقتصاد المجري والنظام السياسي. وكان الشريك الرئيسي لهورتي في هذه الجهود هو رئيس وزرائه ايشتفان بيثلين. من المعروف أن هورتي كان أنغلوفيليًا (محبًا لإنجلترا)، وأن الدعم السياسي والاقتصادي البريطاني لعب دورًا مهمًا في استقرار وتقوية بدايات عهد هورتي في مملكة المجر.
سعى بيثلين إلى تحقيق استقرار الاقتصاد مع بناء تحالفات مع الدول الأضعف التي يمكن أن تحسّن قضية المجر. وكانت هذه القضية في المقام الأول، إعادة خسائر معاهدة تريانون. استمر الخزي الناتج عن معاهدة تريانون في شغل مكانة مركزية في السياسة الخارجية المجرية وفي الخيال الشعبي.  أصبح الشعار الساخط ضد تريانون « نِم، نِم سوها» ويعني «لا وأبدًا لا!» شعارًا واسع الانتشار للغضب المجري. عندما ندد قطب الصحيفة البريطانية اللورد روثرمير في عام 1927 بالأقسام التي تم التصديق عليها في تريانون في صفحات صحيفته ديلي ميل، وقّع 1.2مليون هنغاري بحماس خطاب شكر رسمي له.
لكن الاستقرار في المجر كان متقلقلاً، وأخرج الكساد الكبير(أو الانهيار) معظم التوازن الاقتصادي الذي حققه بيثلين عن مساره. قام هورتي باستبداله بكونفدرالي رجعي قديم من أيام ساغيد هو يولا غمبوش. كان غمبوش معاديًا صريحًا للسامية وفاشيًا ناشئًا. على الرغم من موافقته على مطالب هورتي بتخفيف حدة خطابه المعادي لليهود والعمل الودي مع الطبقة الحرفية اليهودية الكبيرة في المجر، إلا أن المناخ السياسي المجري في فترة غمبوش بدأ يتأرجح بقوة باتجاه اليمين. عزز علاقات المجر مع الدولة الإيطالية الفاشية برئاسة بينيتو موسوليني. ولحسن الحظ، عندما تولى أدولف هتلر السلطة في ألمانيا في عام 1933، وجد في غومبوس زميلًا مثيرًا للإعجاب ومُلتزمًا.
صرح جون غانثر أن هورتي، على الرغم من كونه رجعيًا فيما يتعلق بالأفكار الاجتماعية أو الاقتصادية، هو في الواقع حارس السلطة الدستورية وما تبقى من الديمقراطية القديمة في البلاد، لأن تأثيره عموماً هو الذي منع أي رئيس وزراء من إلغاء البرلمان وإقامة حكم ديكتاتوري.
أنقذ غمبوش الاقتصاد الفاشل من خلال تحصيل الضمانات التجارية من ألمانيا – وضعت هذه الاستراتيجية ألمانيا بمثابة شريك تجاري رئيسي للمجر وربطت مستقبل المجر بشكل أوثق مع مستقبل هتلر. كما أكد لهتلر أن المجر ستصبح سريعًا دولةً بولاية حزبٍ واحد على غرار سيطرة الحزب النازي على ألمانيا. توفي غمبوش في عام 1936، قبل أن يحقق أكثر أهدافه تطرفًا، لكنه ترك أمته متجهةً إلى شراكة راسخة مع الديكتاتور الألماني.

## روابط خارجية
- ميكلوش هورتي على موقع الموسوعة البريطانية (الإنجليزية)
- ميكلوش هورتي على موقع مونزينجر (الألمانية)